# Alan Stubbs
Alan Stubbs (* 6. Oktober 1971 in Kirkby, Knowsley, Merseyside) ist ein ehemaliger englischer Fußballspieler. Der zumeist als Innenverteidiger agierende Abwehrspieler stand zuletzt im Jahr 2008 bei Derby County unter Vertrag. Davor war er seit 2001 – mit einer kurzen Unterbrechung in Sunderland – beim FC Everton aktiv gewesen. Zuvor wiederum hatte er langjährig für die Bolton Wanderers und in Schottland für Celtic Glasgow gespielt. In Glasgow erreichte er im Jahre 2001 mit dem Gewinn des „Triples“ aus schottischer Meisterschaft, FA Cup und Ligapokal seinen größten sportlichen Erfolg, musste dort jedoch in genau dieser Saison auch gesundheitliche Rückschläge wegstecken, als bei ihm zweimal Hodenkrebs diagnostiziert wurde. In beiden Fällen konnte Stubbs von dieser Krankheit genesen. Nach seinem Rücktritt als aktiver Spieler schloss sich Stubbs dem Trainerstab des FC Everton an und assistierte ab September 2008 Andy Holden sowohl in der Reserve- als auch in der U-18-Nachwuchsmannschaft.

## Sportlicher Werdegang

### Bolton Wanderers (1990–1996)
Nachdem Alan Stubbs als Schüler noch von dem FC Everton abgelehnt worden war, schloss er sich alternativ den Bolton Wanderers an. Dort verbrachte er zunächst fünf Jahre in der dritten und zweiten Liga und führte sein Team im Jahre 1995 als Mannschaftskapitän ins Ligapokalendspiel 1994/95. Dort verlor er zwar gegen den FC Liverpool im Wembley-Stadion mit 1:2, konnte sich aber mit dem Aufstieg in die Premier League und der Aussicht auf seine erste Teilnahme am englischen Erstligafußball trösten. Dabei hatte er im Play-off-Finale an gleicher Stätte den FC Reading mit 4:3 besiegt. Während dieser Zeit absolvierte er sein einziges Länderspiel für die englische B-Nationalmannschaft und besiegte dabei eine nordirische Reserveelf am 10. Mai 1994 mit 4:2 – Einsätze in der A-Mannschaft blieben ihm jedoch auch in der Folgezeit vorenthalten.
Nach einem Jahr in der Eliteklasse stieg Stubbs 1996 mit seinem Verein als Tabellenletzter auf direktem Weg wieder in die First Division ab und schloss sich schließlich zur Saison 1996/97 für eine Ablösesumme von 3,5 Millionen Pfund dem schottischen Spitzenverein Celtic Glasgow an.

### Celtic Glasgow (1996–2001)
In Glasgow holte er im Jahre 1998 die schottische Meisterschaft und beendete mit seinem Team damit die neunjährige Siegesserie der Rangers. Im gleichen Jahr hatte er bereits den Ligapokal gewonnen, was er zwei Jahre später wiederholen sollte. Neben seinen Defensivqualitäten wurde er vor allem im Spielaufbau durch seine Passgenauigkeit geschätzt und war darüber hinaus auch als Distanz- und Freistoßschütze bekannt. Im Jahre 2001 errang er mit Celtic gleich drei Trophäen und gewann neben einer weiteren Ligapokalausgabe und der schottischen Meisterschaft auch erstmals den „Scottish FA Cup“.
Während der Saison 2000/01 wurde bei Stubbs Hodenkrebs diagnostiziert, der dann nach vermeintlich erfolgreicher Behandlung wieder ausbrach. Im Mai des Jahres 2001 feierte er schließlich seine Rückkehr in die Celtic-Mannschaft, schoss dabei sogar gegen Hibernian Edinburgh an der Easter Road einen Treffer, wechselte dann aber zur Spielzeit 2001/02 ablösefrei zurück nach England zum FC Everton. Für Celtic absolvierte er insgesamt 93 Meisterschaftsspiele.

### FC Everton, Teil 1 (2001–2005)
Stubbs begründete seinen Wechsel in den Goodison Park hauptsächlich damit, dass er bereits seit frühester Kindheit für den FC Everton habe spielen wollen und er zudem mit seiner Frau die Rückkehr in die Heimat beabsichtigte. Bereits in seiner ersten Saison setzte sich Stubbs als Stammspieler in der neuen Mannschaft durch und ersetzte dabei vor allem Richard Gough, der seine Karriere beendet hatte.
Auch in den folgenden drei Jahren stellte Stubbs eine Konstante in der Abwehr des FC Everton dar. Obwohl er in der Saison 2004/05 aufgrund einer Schulterverletzung im April 2005 pausieren musste, kam er in dieser Spielzeit auf 36 Einsätze und seine Rolle schien auch in der Folgesaison 2005/06 in Everton gesichert. Es entwickelten sich jedoch Unstimmigkeiten zwischen ihm und der Vereinsführung, die ihm lediglich einen Einjahresvertrag anbot. Vor allem aber sorgte das später in der Öffentlichkeit als „Krebsklausel“ lancierte Vertragsdetail für Unruhe, da Stubbs davon ausging, dass sich der Verein im Falle einer erneuten Krebserkrankung sofort von dem Kontrakt lösen wollte.

### FC Sunderland (2005–2006)
Am 2. August 2005 unterschrieb Stubbs beim Zweitligameister FC Sunderland einen neuen Vertrag. Seine Zeit dort stellte sich jedoch schnell als ein großes Missverständnis heraus und nach einem vielversprechenden Saisonstart fand sich Stubbs nach einer stetigen Formkrise immer häufiger außerhalb der „ersten Elf“ wieder. Bereits nach einem halben Jahr spekulierte die Öffentlichkeit im Januar 2006 mit einer Rückkehr nach Everton, als er im Goodison Park gesehen wurde. Nach anfänglichen Dementis kam er im FA Cup ein letztes Mal im Stadium of Light gegen Northwich Victoria zum Zuge und schloss sich nur kurze Zeit später wieder den „Toffees“ an. Stubbs, der seine Zeit in Sunderland als „wie sechs Monate Verletzungspause“ beschrieb und die Kontroverse um die Krebsklausel als „unglücklichen Fehler“ bezeichnete, machte sich zudem bei den Sunderland-Anhängern nachhaltig unbeliebt, als er gestand, den Siegtreffer von Evertons Tim Cahill innerlich bejubelt zu haben, obwohl er zu dieser Zeit noch beim FC Sunderland unter Vertrag gestanden hatte. Die Partie zwischen dem FC Everton und dem FC Sunderland am 1. April 2006 (2:2) entwickelte sich dann auch für Stubbs zu einem „Spießrutenlauf“, da er von den Fans der „Black Cats“ bei jedem Ballkontakt ausgebuht wurde.

### FC Everton, Teil 2 (2006–2008)
Nach Ablauf der Saison 2005/06 unterzeichnete Stubbs beim FC Everton einen weiteren Einjahresvertrag und konnte seinen Stammplatz – trotz des Kaufs von Joleon Lescott, der später extra auf die Außenverteidigerposition wechselte – behaupten. Er war zudem einer der Schlüsselspieler in der Mannschaft, der am Ende die Qualifikation für den UEFA-Pokal gelang. Eine weitere Vertragsverlängerung bis zum Ende der Saison 2007/08 war die „Belohnung“ für die Leistungen des mittlerweile im fortgeschrittenen Fußballeralter angelangten Alan Stubbs.

### Derby County (2008)
Am 31. Januar 2008 unterschrieb Stubbs einen auf 18 Monate dotierten Vertrag bei Derby County und wechselte ablösefrei zu dem Erstligaabstiegskandidaten. Der ursprünglich auf 18 Monate ausgelegte Kontrakt endete nach dem Abstieg des Vereins und einer erneuten Knieverletzung vorzeitig am 20. August 2008. Stubbs kehrte daraufhin bereits im folgenden Monat zum FC Everton zurück, um dort im Trainerstab der Reserve- und Nachwuchsabteilung zu arbeiten.

## Trainerkarriere
Nach seinem Rücktritt als aktiver Spieler wurde Stubbs Trainer. Er assistierte von September 2008 bis 2014 Andy Holden beim FC Everton in der Reserve- als auch in der U-18-Nachwuchsmannschaft, sowie unter dem Cheftrainer Roberto Martínez. Im Juni 2014 übernahm Stubbs den schottischen Zweitligisten Hibernian Edinburgh. Den „Hibs“ verhalf er erstmals seit 114 Jahren den schottischen Pokal zu gewinnen. Im Juni 2016 wechselte Stubbs zum englischen Zweitligisten Rotherham United. Bereits im Oktober desselben Jahres wurde er entlassen. Im Juni 2018 übernahm er den schottischen Erstligaaufsteiger FC St. Mirren und erhielt einen Dreijahresvertrag. Nach einem schwachen Start in die Saison 2018/19 mit nur einem Sieg und drei Niederlagen aus den ersten vier Ligaspielen, wurde er bereits Anfang September 2018 wieder von seinen Aufgaben entbunden.

## Erfolge
als Spieler
- Schottischer Meister: 1998, 2001
- Schottischer FA-Cup-Sieger: 2001
- Schottischer Ligapokalsieger: 1998, 2000, 2001

als Trainer
- Scottish FA Cup: 2015/16